# Dendroceros adglutinatus
Dendroceros adglutinatus là một loài rêu trong họ Dendrocerotaceae. Loài này được Hook. f. & Taylor Gottsche, Lindenb. & Nees mô tả khoa học đầu tiên năm 1846.